# Růžena Zahrádková
Růžena Zahrádková (17. ledna 1898 Břežánky – 25. nebo 26. května 1955) byla česká a československá politička Komunistické strany Československa a poúnorová poslankyně Národního shromáždění ČSR.

## Biografie
Narodila se v Břežánkách na Bílinsku. Pocházela ze sedmi dětí. Její otec byl truhlářem a českým menšinovým aktivistou v převážně etnicky německém regionu. V mládí byla členkou národně socialistické strany. V roce 1948 se uvádí jako žena v domácnosti a členka zemského národního výboru, bytem Košťany u Teplic.
Po volbách roku 1948 byla zvolena do Národního shromáždění za KSČ ve volebním kraji Ústí nad Labem. Mandát nabyla až dodatečně v červenci 1951 jako náhradnice poté, co rezignovala poslankyně Jaroslava Krafková. V parlamentu zasedala do konce funkčního období, tedy do voleb v roce 1954.
V 50. letech se podílela na zrušení celostátní ženské organizace a jejím nahrazení sítí rozptýlených výborů žen při jednotlivých MNV. Byla pracovnicí aparátu Ústředního výboru Komunistické strany Československa. Roku 1955 jí bylo uděleno Vyznamenání Za zásluhy o výstavbu.
Zemřela v květnu 1955 po krátké nemoci.